# عملية 250 نانومتر
عملية 250 نانومتر
عملية 250 نانومتر (بالإنجليزية:  250nm process )‏ عملية تشير إلى مستوى عملية تصنيع تقنية أشباه الموصلات التي 
تم التوصل إليها بحدود العامين 1997–1999 ميلادي من قبل الشركات الرائدة في مجال أشباه الموصلات، مثل إنتل وآي‌ بي‌ إم.

## منتجات تمثل عملية تصنيع عملية 250 نانومتر
- ألفا ديس 21264A، الذي أتيحت تجاريا في عام 1999.
- الهاتف النقال بنتيوم بنتيم تيلاموك، الذي صدر في آب / أغسطس 1997.
- بنتيوم الثاني.
- بنتيوم الثالث.
- وحدة المعالجة المركزية التي تسمىدريم كاست.
- وحدة المعالجة المركزية لبلاي ستيشن 2.